# Port Royal (Virgínia)
Port Royal és una població dels Estats Units a l'estat de Virgínia. Segons el cens del 2000 tenia 170 habitants.

## Demografia
Segons el cens del 2000, Port Royal tenia 170 habitants, 72 habitatges, i 43 famílies. La densitat de població era de 547 habitants per km².
Dels 72 habitatges en un 31,9% hi vivien nens de menys de 18 anys, en un 43,1% hi vivien parelles casades, en un 13,9% dones solteres, i en un 38,9% no eren unitats familiars. En el 31,9% dels habitatges hi vivien persones soles el 12,5% de les quals corresponia a persones de 65 anys o més que vivien soles. El nombre mitjà de persones vivint en cada habitatge era de 2,36 i el nombre mitjà de persones que vivien en cada família era de 2,89.
Per edats la població es repartia de la següent manera: un 27,1% tenia menys de 18 anys, un 7,1% entre 18 i 24, un 29,4% entre 25 i 44, un 17,6% de 45 a 60 i un 18,8% 65 anys o més.
L'edat mediana era de 37 anys. Per cada 100 dones de 18 o més anys hi havia 100 homes.
La renda mediana per habitatge era de 31.429 $ i la renda mediana per família de 33.750 $. Els homes tenien una renda mediana de 23.571 $ mentre que les dones 19.167 $. La renda per capita de la població era de 15.878 $. Cap de les famílies i el 7,2% de la població estaven per davall del llindar de pobresa.

## Poblacions properes
El següent diagrama mostra les poblacions més properes.